# Nagy kárókatona
A nagy kárókatona (Phalacrocorax carbo) a madarak (Aves) osztályának a szulaalakúak (Suliformes) rendjébe, ezen belül a kárókatonafélék (Phalacrocoracidae) családjába tartozó faj.

## Előfordulása
Észak-Amerikában, Európában és Ázsiában is fészkel, télen délre húzódik, eljut Afrikába, Ausztráliába és Új-Zélandra is. Halastavak környékén él.

## Alfajai
- Phalacrocorax carbo carbo – Kelet-Kanada, Grönland, Izland, Feröer, Brit-szigetek és Norvégia; ez az alapfaj
- Phalacrocorax carbo sinensis – Közép- és Dél-Európától Indiáig valamint Kína keleti része; kisebb, zöldesebb fényű, mint az alapfaj és több a fején a fehér szín; Magyarországon is ez az alfaj él
- Phalacrocorax carbo hanedae – Japán; nagyon hasonlít a  P. c. sinensis alfajra, lehet, hogy azonos azzal
- Phalacrocorax carbo maroccanus – Marokkó, Algéria és Tunézia
- fehérmellű kormorán (Phalacrocorax carbo lucidus) (Lichtenstein, 1823) – Nyugat-Afrika és Dél-Afrika partvidéki részei és Kelet-Afrika belső területei; olykor önálló fajnak is tartják; kisebb és zöldesebb fényű, mint az alapfaj, jellemző bélyege a fehér melle és hasa
- Phalacrocorax carbo novaehollandiae – Ausztrália és Tasmania
- Phalacrocorax carbo steadi – Új-Zéland és a Chatham-szigetek

## Megjelenése
Testhossza 80–100 centiméter, szárnyfesztávolsága 130–160 centiméter, tömege pedig 1700–3000 gramm.
A test nagyon nyúlánk, de erős és hengeres. A nyak hosszú és vékony, a fej kicsiny, a csőr közepes, a vége erősen kampós, az arca egy része csupasz. A fejtető, nyak, mell, has, hátalja fényes feketészöld, gyönge fémfénnyel. A hát eleje és a szárny barna, farok- és evezőtollai feketék. A szeme tengerzöld, csőre és lába fekete. Nászidejükön (főként a hímek) fehér, finom üstököt viselnek, amely azonban hamarosan kihullik.
|  |  |

## Életmódja
Tavakban, ritkábban folyókban víz alá bukással keresi halakból álló táplálékát. Halastavak környékén nagy károkat okoz. Akár egy 50 centiméteres halat is képes lenyelni. A fákat is károsítja, amelyeken nagy számban fészkel. Azok ugyanis az ürüléküktől teljesen kiégnek.
Rövidtávú vonuló, de néha áttelel.
|  |  |

## Szaporodása
Folyók, tavak melletti erdők fáin fészkel. Vízinövényekkel bélelt gallyfészekbe rakja 4–5 tojását.
|  |  |